# The Rising Tied
Albums de Fort Minor
Fort Minor: We Major
(2005) Fort Minor Sampler Mixtape
(2005)
Singles
1. Petrified
Sortie : 4 octobre 2005
2. Remember the Name
Sortie : 4 octobre 2005
3. Believe Me
Sortie : 15 novembre 2005
4. Where'd You Go
Sortie : 10 avril 2006

The Rising Tied est le premier album studio de Fort Minor, sorti le 22 novembre 2005.
L'album s'est classé 25e au Top R&B/Hip-Hop Albums, 51e au Billboard 200 et 60e au Top Internet Albums.

## Liste des titres
Toutes les chansons sont écrites et composées par Mike Shinoda, sauf exceptions notées.
| 1.    | Introduction                                                       |                                    |                                               | 0:43 |
| 2.    | Remember the Name (featuring Styles of Beyond)                     | Takbir Bashir, Ryan Maginn         | My Philosophy des Boogie Down Productions     | 3:50 |
| 3.    | Right Now (featuring Black Thought et Styles of Beyond)            | Bashir, Maginn, Trotter            |                                               | 4:14 |
| 4.    | Petrified                                                          |                                    | Good Guys Only Win in the Movies de Mel & Tim | 3:40 |
| 5.    | Feel Like Home (featuring Styles of Beyond)                        | Bashir, Maginn                     |                                               | 3:53 |
| 6.    | Where'd You Go (featuring Holly Brook et Jonah Matranga)           |                                    |                                               | 3:51 |
| 7.    | In Stereo                                                          |                                    |                                               | 3:29 |
| 8.    | Back Home (featuring Common et Styles of Beyond)                   | Bashir, Lonnie Rashid Lynn, Maginn |                                               | 3:44 |
| 9.    | Cigarettes                                                         |                                    |                                               | 3:39 |
| 10.   | Believe Me (featuring Eric Bobo et Styles of Beyond)               | Bashir, Maginn                     | Orchestra Strings 08 d'Apple Inc.             | 3:42 |
| 11.   | Get Me Gone                                                        |                                    |                                               | 1:56 |
| 12.   | High Road (featuring John Legend)                                  |                                    |                                               | 3:16 |
| 13.   | Kenji                                                              |                                    |                                               | 3:51 |
| 14.   | Red to Black (featuring Kenna, Jonah Matranga et Styles of Beyond) | Bashir, Maginn                     |                                               | 3:11 |
| 15.   | The Battle (featuring Celph Titled)                                |                                    |                                               | 0:32 |
| 16.   | Slip Out the Back (featuring Joe Hahn)                             | Joe Hahn                           |                                               | 3:57 |
| 51:28 |                                                                    |                                    |                                               |      |

| 17. | [Silence]                                                                                    |             | 0:04 |
| 18. | [Silence]                                                                                    |             | 0:04 |
| 19. | Be Somebody (featuring DJ Green Lantern, Lupe Fiasco, Holly Brook et Tak (Styles of Beyond)) | Wasalu Jaco | 3:15 |
| 20. | There They Go (featuring Sixx John)                                                          |             | 3:17 |
| 21. | The Hard Way (featuring Kenna)                                                               |             | 3:54 |

| 17. | Petrified (Los Angeles Remix) | 3:32 |

### CD bonus
1. Making-of du clip de Petrified
2. Clip de Petrified
3. Extras, fonds d'écran
4. Weblink

### DVD de l'édition limitée
1. Making of de The Rising Tied